# Ernst Wilczek
Ernst Wilczek (12 de enero de 1867 - 30 de septiembre de 1948 ) fue un farmacéutico, botánico, pteridólogo y micólogo suizo, profesor de la Universidad de Lausana y prospector de la flora del Valais

## Algunas publicaciones
- 1892. Beiträge zur Kenntniss des Baues von Frucht und Samen der Cyperaceen. Tesis: manuscrito Material de archivo. Ed. Cassel

### Libros
- Wilczek, E. 1900. Notes sur quelques "Senecio" du groupe "Incani" DC. Ed. Sion : Société valaisanne des sciences naturelles
- ----. 1902. Notes sur les Hieracium des Alpes suisses et limitrophes. Ed. Sion : Société valaisanne des sciences naturelles
- Schinz, H; R Keller; E Wilczek. 1909. Flore de la Suisse. Editorial Lausanne : F. Rouge
- Wilczek, E. 1916. Le voyage botanique de MM. E. Burnat, J. Briquet, Fr. Caviller, E. Wilczek et Abrezol dans le Valais supérieur, de Brigue à la Furka, 10 juillet-10 août 1915. Ed. Sion : Typ. & Lithographie F. Aymon
- ----. 1917. Contribution à la connaissance de la flore suisse. Ed. Lausanne : Librairie F. Rouge

## Honores

### Epónimos
Género
- Wilczekia — Meyl. 1925 sin. Diderma — Pers. 1794

Especies
- Anemone ×wilczekii F.O.Wolf ex Hegi 1912
- Artemisia wilczekiana — Heimerl 1924
- Draba ×wilczekii — O.E.Schulz 1927
- Erysimum wilczekianum Braun-Blanq. & Maire, 1925
- Euphrasia wilczekii Sennen, 1917
- Gagea wilczekii Braun-Blanq. & Maire, 1929
- Hieracium wilczekianum Arv.-Touv., 1897
- Hieracium wilczekii Zahn, 1929
- Koeleria ×wilczekiana Domin, 1913
- Malvastrum wilczekii Hochr. 1920
- Milesina wilczekiana Maire, 1929
- Monnina wilczekiana Chodat & Wilczek, 1902
- Phippsia wilczekii Hack. 1909
- Saxifraga ×wilczekii Verg. & Neyraut ex Luizet, 1916
- Sedum wilczekianum Font Quer, 1929
- Silene wilczekii Sennen, Mauricio & Maire, 1936
- Viola ×wilczekiana Beauverd, 1919
- La abreviatura «Wilczek» se emplea para indicar a Ernst Wilczek como autoridad en la descripción y clasificación científica de los vegetales.[1]